# Облога Зами
Облога Зами(109 рік до РХ) — Облога Зами або Битва при Замі,  одна з подій Югуртинської війни, яка зіштовхнула римські легіони під командуванням Квінта Цецилія Метелла проти нумідійських сил Югурти перед обложеним містом Зама, яке утримувала римська армія.

## Передумови
Вже три роки точиться Югуртинська війна. Втомлений безперервними хитрощами Югурти та його партизанській тактиці, Гай Марій, легат Метелла, вирішує взяти в облогу Заму. Його намір — змусити Югурту вступити в генеральний бій, прийти на допомогу своїм обложеним підданим, що призведе до битви, з якої втеча буде неможливою. Югурта, якому шпигун повідомив про план римського полководця, перехитрив Марія. Форсованими маршами він відправляє допоміжні війська на укріплення Зами, організовуючи опір мешканців. Серед усіх королівських сил ці війська викликали найбільшу довіру, зважаючи на їхню нездатність зрадити його.
Крім того, Югурта обіцяє жителям, що він особисто прибуде на чолі армії, коли прийде час. Домовившись про це, він відходить у добре укриті місця. Югурта майже застає зненацька Марія, який з кількома когортами відправився за провізією до Сікки, міста, яке Югурта залишив після своєї поразки. Під покровом ночі Югурта з добірним загоном кінноти швидко наближається до міських стін. Коли римляни виходять, він атакує їх біля воріт. Одночасно він підвищує голос, закликаючи мешканців і обіцяючи їм незалежність і захист. Присутність їхнього царя заспокоює солдатів Югурти. Марій повретається до Зами.

## Хід облоги
Після того, як Метелл вжив усіх необхідних заходів, він повністю вводить свою армію в цю місцевість. Метелл інструктує кожного зі своїх офіцерів щодо конкретних позицій, які вони мають атакувати, а потім подає сигнал. Одночасно по всій лінії резонує гучний крик. Нумідійці очікують нападу, і атака починається.
Поки під стінами Зами точаться бої, Югурта на чолі значного війська несподівано атакує римський табір з тилу. Ті, хто відповідав за його оборону, виявилися непідготовленими до штурму. Югурта стрімко вривається в табір, викликаючи паніку серед римських воїнів. Одні тікають, інші хапаються за зброю, більшість падає вбитими або пораненими. За словами Саллюстія, «лише 40 воїнів, вірних честі римського імені, утворюють компактну групу і захоплюють невелике підвищення, з якого їх не можуть витіснити найнаполегливіші зусилля».
Метелл був у розпалі атаки, коли почув за спиною крики нумідійців. Різко обернувшись, він бачить римських втікачів, що прямують у його напрямку. Негайно він відправляє Гая Марія до табору з усією кіннотою та союзницькими загонами. За словами Саллюстія, зі сльозами на очах він благає в ім'я їхньої дружби і республіки не допустити такої образи переможної армії і не дати ворогові відійти безкарно. Марій виконує цей наказ. Югурта, заплутавшись в укріпленнях римського табору, спостерігаючи, як частина його кінноти перестрибує через частокіл, а інша протискується вузькими проходами, врешті-решт відступає на сильні позиції зі значними втратами. Незважаючи на те, що Метелл не досяг своєї мети, з настанням ночі він змушений повернутися зі своїм військом до табору.
Наступного дня, перш ніж наважитися атакувати фортецю, Метелл наказує всій своїй кінноті зібратися в ескадрони перед частиною табору, де напередодні атакував Югурта. Охорона воріт і найближчих до ворога постів розподіляється між трибунами. Метелл просувається до Зами і починає штурм. Як і напередодні, Югурта виходить зі своєї засідки і атакує римські війська. Передові солдати на мить піддаються страху і розгубленості, але товариші повертаються, щоб підтримати їх. Нумідійці завдають нищівних ударів. За підтримки цієї піхоти нумідійська кіннота, замість того, щоб атакувати і згодом відступити, як це було її звичним маневром, на повній швидкості проскакує крізь римські лави, ламаючи і пронизуючи їх. Римляни зазнають великих втрат.

## Наслідки
Незабаром Метелл зрозумів марність своїх спроб взяти місто, і кампанія підійшла до кінця, тому він знімає облогу Зами. Битва закінчується поразкою римлян, Метелл розставляє гарнізони в містах, які залишалися під його контролем, і відходить зі своїми військами до римської провінції Африка. Наступним командувачем у 107 році до н.е. стає Гай Марій, який і завершить цю війну.